# Ungarische Rhapsodie (1928)
Ungarische Rhapsodie ist ein deutscher Stummfilm aus dem Jahr 1928. Unter der Regie von Hanns Schwarz spielen Willy Fritsch und Dita Parlo die Hauptrollen als Liebespaar.

## Handlung
Irgendwo in der ungarischen Puszta. Honvéd-Leutnant Franz Graf von Turoczy geht vollkommen in seinem Beruf als Berufsoffizier und Husar auf. Sein Herz gehört dem hübschen Bauernmädchen Marika Doczy, der Tochter eines Gutsverwalters. Jetzt, als die Ernte eingefahren wird, findet ein großes Fest statt. Leutnant Franz nutzt die Gelegenheit, schleicht sich zu dem Fenster von Marikas Kemenate und ruft ihren Namen. In der Sommerhitze der Nacht kommen sich beide im Park näher, und Marika hofft sehnlichst darauf, dass ihr fescher Husar ihr endlich einen Heiratsantrag machen wird. Doch Turoczy liebt seinen Beruf mehr als alles andere, und die Ehe mit einem Bauernmädchen, der zuliebe er die Uniform ausziehen und an ihrer Seite auf dem Feld mitarbeiten müsste, kommt aus diesem Grund nicht für ihn in Frage, zumal er auch die Heiratskaution nicht aufbringen kann. Tief verletzt lässt Marika ihn stehen.
Turoczy bleibt nicht lang allein, er beginnt auf dem Erntedankfest einen Flirt mit der Gattin seines obersten Vorgesetzten, Generalfeldmarsch-Leutnant Sedlacek, der mit seiner deutlich jüngeren Gattin auf dem gutseigenen Puszta-Schloss weilt. Camilla ist ganz Grand Dame und weiß, wie man sich die Männer gefügig macht. Für sie ist alles nur ein Spiel, und genau so wirft sie auch dem in einem Wirtshaus aufspielenden Zigeunerprimas eine Blume zu, woraufhin das Herz des heißblütigen Magyaren augenblicklich entflammt. Als dieser Musikus nun sieht, wie auch Graf Turoczy mit der Offiziersgattin tanzend und küssend turtelt, kocht in ihm schlagartig die Eifersucht hoch. Der Primas telefoniert mit dem Generalsgatten während die untreue Madame Turoczy in ihr Boudoir mitnimmt.
Marika hat von ihrem Zimmerchen die ganze Szenerie beobachtet und ist daraufhin tieftraurig. Als der vom Zigeunerprimas informierte General vor dem Schloss eintrifft, macht sich Marika rasch auf den Weg, um ihren Liebsten, der gerade mit Camilla in die Horizontale will, zu warnen. Sie klopft diskret an die Zimmertür der Generalsgattin, so dass Leutnant Franz gerade noch genügend Zeit bleibt, sofort das Weite zu suchen. General Sedlacek stürmt in das Boudoir seiner Gattin …und findet diese allein vor. Als er auch eine andere Tür öffnet, trifft er dort seinen Husaren-Leutnant an, an dessen Seite: die Bauernmaid Marika. Erst jetzt wird Franz von Turoczy klar, dass dieses Mädchen die Liebe seines Lebens ist und entscheidet sich dafür, die Leutnant-Uniform auszuziehen, um an ihrer Seite ein neues, ein Landleben zu beginnen.

## Produktionsnotizen und Wissenswertes
Ungarische Rhapsodie entstand im Spätsommer 1928 in den UFA-Studios in Neubabelsberg sowie im ungarischen Mezohegyes. Der Film besaß eine Länge von 2652 Meter, verteilt auf acht Akte, passierte am 16. Oktober 1928 die Filmzensur und wurde am 22. November 1928 in Berlins UFA-Palast am Zoo uraufgeführt. In Österreich lief der Film am 4. Dezember 1928 an.
Für Filmveteran Erich Kaiser-Titz war dies der letzte Film, er starb nur wenige Tage nach der Uraufführung.
Produzent Erich Pommer und sein Produktionsassistent Max Pfeiffer übernahmen auch die Produktionsleitung, Nebendarsteller Max Wogritsch und Robert Wuellner waren für die Aufnahmeleitung zuständig. Erich Kettelhut entwarf die Filmbauten. Der Ungar Geza Fargo übernahm die künstlerische Beratung. Der üblicherweise als Regisseur arbeitende Joe May beteiligte sich am Drehbuch unter dem Pseudonym Fred Majo. Sein Co-Autor Hans Szekely lieferte auch die Vorlage zu dem Filmstoff, eine Erzählung.
Für den britischen Markt wurde auch eine englische Fassung unter dem Titel Hungarian Rhapsody hergestellt. Für Frankreich entstand die Version Rhapsodie Hongroise.
Eine Tonfilm-Fassung von Ungarische Rhapsodie wurde im Herbst 1929 hergestellt und im Mai 1930 in Wien gezeigt.
Hauptdarsteller Willy Fritsch und Dita Parlo spielten hier das erste Mal ein Liebespaar. Im Jahr darauf wurden sie erneut als Liebespaar zusammengeführt und zwar für den ebenfalls in Ungarn spielenden und gedrehten Streifen Melodie des Herzens, dem ersten Tonfilm der UFA.

## Kritiken
Paimann’s Filmlisten lobte den Film dafür, dass der Filmtitel das Sujet perfekt getroffen habe und die Stimmung der Landschaft restlos eingefangen wurde. Die „durch ihre Einfachheit packende Handlung“ sei „mit Sorgfalt und Treffsicherheit detailreich inszeniert“ und „einem gewählten Ensemble die Verkörperung ihrer Hauptgestalten anvertraut“ worden. Besonders herausgestellt wurden die Leistungen der beiden Antagonisten Dita Parlo und Lil Dagover sowie die Kameraarbeit Carl Hoffmanns. „Gesamtqualifikation: Ein Schlager.“
Auch die Österreichische Filmzeitung zeigte sich begeistert. Ungarische Rhapsodie sei „bildhafte Augenmusik, braucht aber auch die Musik des Landes, das er so lebendig vor Augen führt, die schmeichelnde Zigeunermusik, die in allen Bildern, im Spiel und in der Handlung durchdringt“. Weiters werden die Einzelleistungen der Schauspieler herausgestellt, vor allem die Willy Fritschs, Dita Parlos, Andor Heltais und Lil Dagovers. „Über allem aber schwebt die Meisterarbeit der überaus verständnisvollen Regie von Hanns Schwarz.“